# Sierra del Pinacate

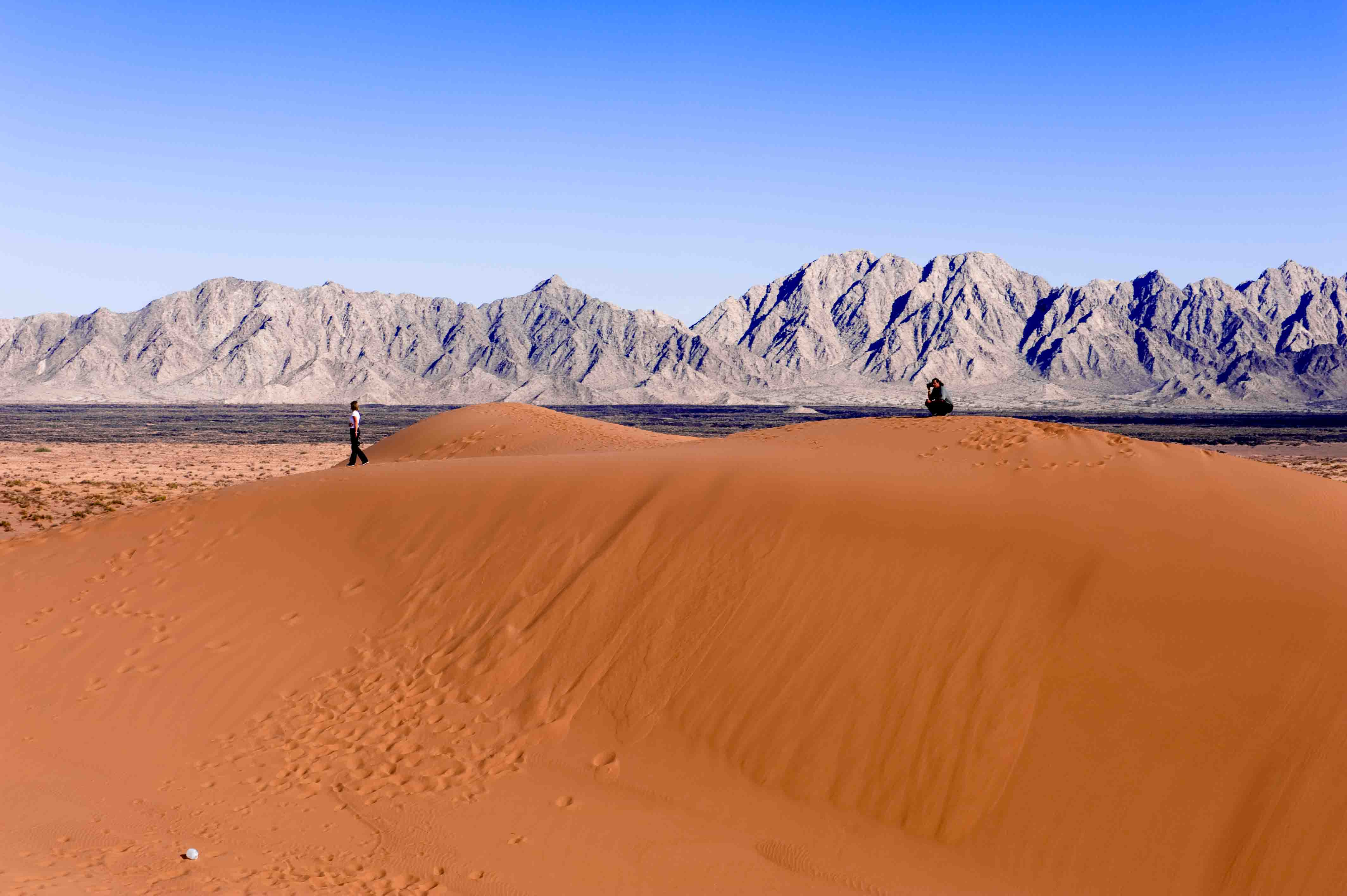
Dunas de arena y cráteres en El Pincate.

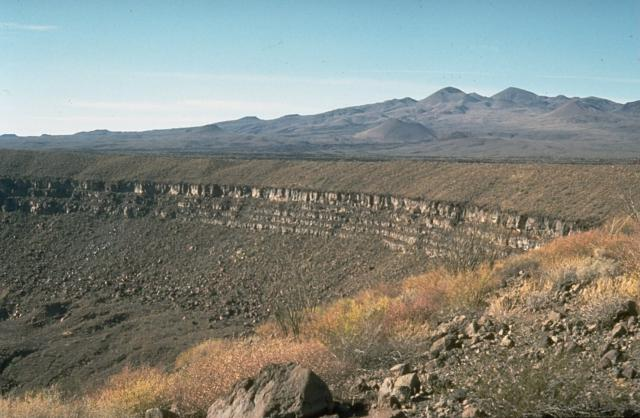
Cráter El Elegante con los cerros del Pinacate en el fondo.

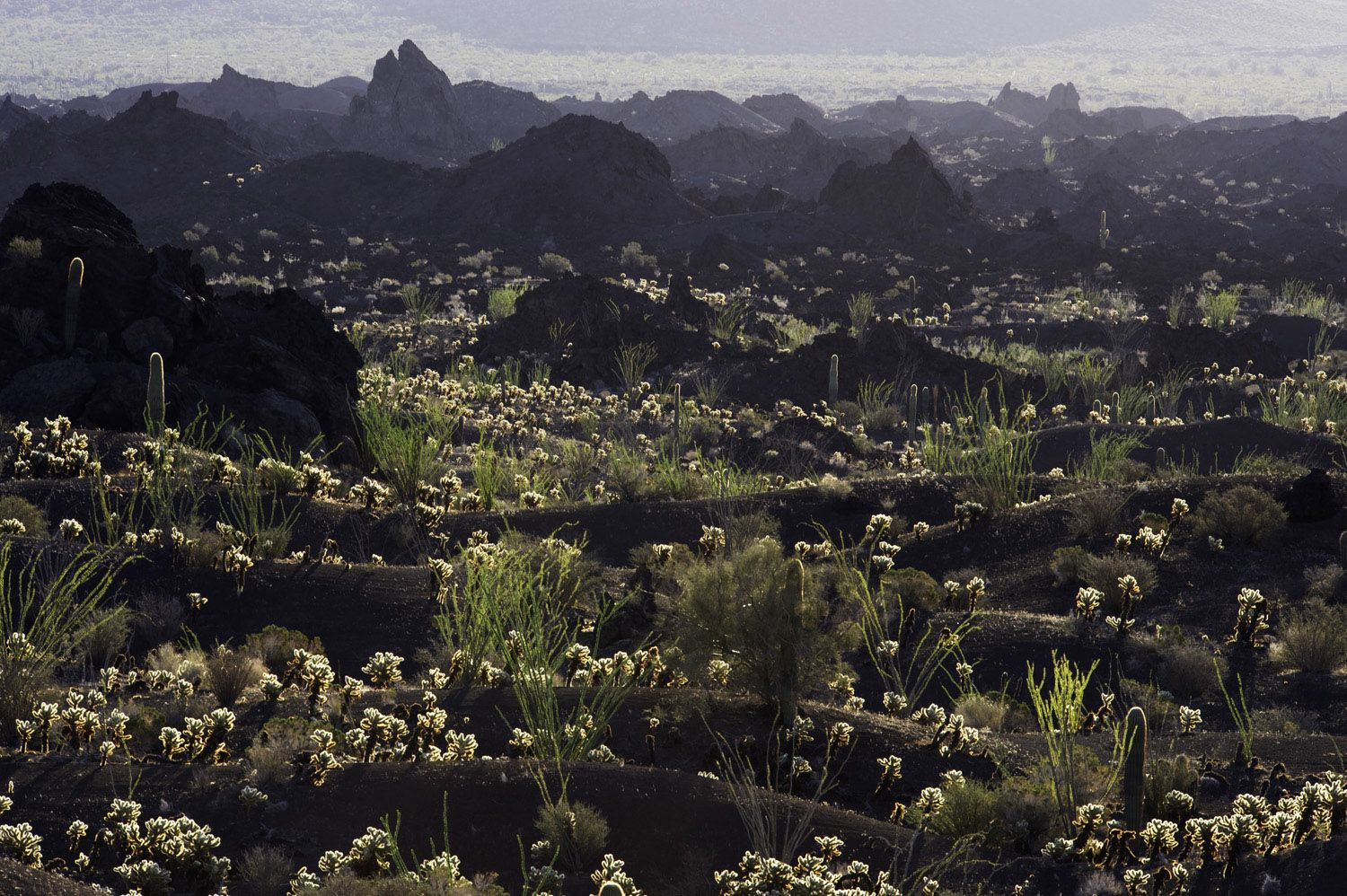
Volcanes de la sierra con choyas, ocotillos, saguaros, y un árbol de paloverde.

La Sierra del Pinacate es un grupo volcánico de montañas, cráteres y conos localizados en el estado mexicano de Sonora a lo largo de la frontera internacional adyacente al estado de EE. UU. de Arizona, rodeado por un vasto campo de dunas de arena del Gran Desierto de Altar.

## Ubicación
La sierra está justo al norte de la ciudad portuaria de Puerto Peñasco. La más alta de las montañas es Cerro del Pinacate (también llamado volcán Santa Clara), con una elevación de 1,190 m. La palabra española mexicana pinacate está derivada del término náhuatl para el escarabajo de hedor de desierto endémico, pinacatl.

## Historia natural

### Geología
Los volcanes hicieron erupción aquí  hace aproximadamente 4 millones de años, probablemente en asociación con el abrimiento del golfo de California. La actividad volcánica más reciente es de aproximadamente hace 11 000 años. La Sierra del Pinacate posee las dunas de arena más grandes de América.

### Flora y fauna
Una variedad de flora y fauna ocurre aquí, incluyendo el Árbol de Elefante escultórico,  Bursera microphylla.

## Historia humana
El Padre Eusebio Kino, fundador de muchas misiones españolas en el desierto de Sonora, exploró la zona en 1698. La NASA envió sus astronautas aquí, de 1965 a 1970, para entrenarlos para las excursiones lunares dadas la semejanza del terreno a la superficie lunar.

## Reserva de Biosfera El Pinacate y Gran Desierto de Altar
La Reserva de Biosfera El Pinacate y Gran Desierto de Altar es una reserva de la biosfera, dirigido por la SEMARNAT del Gobierno Federal mexicano- el Ministerio del Entorno y Recursos Naturales, en colaboración con el gobierno del Estado de Sonora IMADES agencia.

### La reserva
Hechos sobre la reserva:
- Alrededor de 1600 km²
- Aproximadamente 400 conos (causados por actividad volcánica)
- 9 cráteres volcánicos masivos, (siendo el más grande el Cráter El Elegante)
- Restos de actividad volcánica (ceniza, roca de basalto, campos de lava)
- Más de 560 especies de planta
- 56 especies de mamíferos
- 43 especies de reptiles
- 222 especies de aves
- 4 especies de peces.